# ピーター・カズニック
ピーター・カズニック（英語: Peter J. Kuznick、1948年7月 - ）は、アメリカ合衆国の歴史家。アメリカン大学歴史学部教授、核問題研究所長。
ニューヨーク出身。1984年、ラトガース大学で歴史学の博士号を取得。1995年に企画された国立航空宇宙博物館での原爆展が各方面の反対を受けて中止になった際、アメリカン大学で原爆展を開催した

## 思想・主張
映画監督オリバー・ストーンとともに、アメリカ社会で広く知られている「原爆投下によって、戦争を早く終わらせ、100万人のアメリカ兵の生命が救われた」という「原爆神話」に対して、反論をしている。『語られない米国史』のプロジェクトを始めたのは、オリバー・ストーンの娘の高校教科書の広島・長崎についての記述が原爆投下を正当化するひどいものだったことがきっかけだという。1995年から毎年、アメリカン大学の学生らを広島と長崎に引率し、被爆者から証言を聴くセミナーを開いている。漫画『はだしのゲン』の作者中沢啓治と交流がある。
当時のアメリカ大統領であるハリー・S・トルーマンについては非常に批判的である。トルーマンが日本側が降伏したがっていることを知りながら、かたくなに日本側が求めた降伏文書の文言変更を拒んでいたと批判している。広島・長崎に原爆を投下した真の狙いはソ連が参戦する前に日本の降伏を促すため、またソ連に対して「第二次世界大戦後のアメリカの勢力圏を守るという時にはアメリカは歴史上最も残虐な行為も厭わないということ」を警告するためであり、原爆が勝利をもたらしたというのは「神話」であり実際にはソ連対日参戦が日本が降伏する決定打だったと主張している。またカズニックは日本への原爆投下に否定的な軍人のウィリアム・リーヒ同様に、トルーマンが日本がソ連に和平仲介したことを意図的に無視したことを批判している。
1995年に、スミソニアン博物館が企画した原爆投下機エノラ・ゲイと広島・長崎の被爆資料を並べて展示する原爆展は、退役軍人らの猛反対で中止になったが、20年後の2015年に原爆投下をめぐる言説に挑戦するような作品に好意的な反応が寄せられるのは、20年前に猛反対した世代の多くは亡くなり、原爆投下決定をめぐる議論は沈静化したためと同教授は述べている。カズニックが講演で、第二次世界大戦当時の7人の米軍最高幹部のうちの6人までが原爆投下は不要か道徳的ではないと言っていたと話すと、これを聞いた退役軍人らは衝撃を受けるとのこと。
オリバー・ストーンと手掛けたドキュメンタリーと本「語られない米国史」への批評の85％は極めて好意的であるという。しかし、これを嫌う保守派もいるし、ヒラリー・クリントン元上院議員らに代表されるベトナム戦争を支持した民主党の『冷戦リベラル』と呼ばれる人々もこれに批判的だという。
2013年8月25日に『オリバー・ストーンと語る “原爆×戦争×アメリカ”』という、ストーンに加え、脚本を担当した歴史学者のカズニックをNHKスタジオに招き、2氏へのインタビューをメインに据えた2時間番組が放送された。
バラク・オバマの広島訪問についてカズニックは、現職アメリカ大統領による初の被爆地訪問について「核問題に関する世界の注目を集めた」と評価。「ホワイトハウスが広島訪問に際して『原爆投下の判断を再評価しない』というのは驚きはないが、残念だ。私は謝罪があれば歓迎するが、謝罪は何も変えないと思っている。しかし、『原爆投下はどうあっても間違いだ』と言うことは謝罪より重要で、未来を変えると考える」と述べた。オバマが「71年前、空から死が降ってきて世界が変わった」と表現したことに、「うそだ。死は、空から降ってきたのではなく、アメリカの原爆投下によるものだった」と指摘し、さらにオバマ大統領が「広島と長崎で残虐的な終わりを迎えた世界大戦」という言い回しを使ったことも批判する。この言葉の背景に、アメリカ国内で根強い「原爆投下は第二次世界大戦を終わらせ、多くの命を救った」とする考え方があるとし、「戦争はソ連の（旧満州への）侵攻で終わった。原爆投下で終わったというのは神話だ」と強調した。
2016年に、カズニックはオリバー・ストーンとともにロサンゼルス・タイムズに「広島への原爆投下は世界を変えたが、戦争を終結させてはいない」という記事を寄稿した。そこには、トルーマンはソ連の侵攻により日本の敗戦が決定的になることを理解していたが原爆の投下を決断したことを述べた。

## 著作
- 木村朗・ピーター・カズニック著、乗松聡子訳『広島・長崎への原爆投下再考 - 日米の視点』法律文化社、2010年11月
- 田中利幸・ピーター・カズニック著『原発とヒロシマ - 「原子力平和利用」の真相』岩波ブックレット、岩波書店、2011年10月
- オリバー・ストーン・ピーター・カズニック著、大田直子・鍛原多惠子・梶山あゆみ・高橋璃子・吉田三知世訳
『オリバー・ストーンが語るもうひとつのアメリカ史〈1〉2つの世界大戦と原爆投下』早川書房、2013年4月
- オリバー・ストーン・ピーター・カズニック著、熊谷玲美・小坂恵理・関根光宏・田沢恭子・桃井緑美子訳
『オリバー・ストーンが語るもうひとつのアメリカ史〈2〉ケネディと世界存亡の危機』早川書房、2013年5月
- オリバー・ストーン・ピーター・カズニック著、金子浩・柴田裕之・夏目大訳
『オリバー・ストーンが語るもうひとつのアメリカ史〈3〉帝国の緩やかな黄昏』早川書房、2013年6月
- オリバー・ストーン・ピーター・カズニック・乗松聡子著
『よし、戦争について話をしよう。戦争の本質について話をしようじゃないか！ オリバー・ストーンが語る日米史の真実』金曜日、2014年8月
- オリバー・ストーン・ピーター・カズニック著、スーザン・キャンベル・バートレッティ編著、鳥見真生訳
『語られなかったアメリカ史〈1〉オリバー・ストーンの告発 世界の武器商人アメリカ誕生』あすなろ書房、2016年4月
- オリバー・ストーン・ピーター・カズニック著、スーザン・キャンベル・バートレッティ編著、鳥見真生訳
『語られなかったアメリカ史〈2〉オリバー・ストーンの告発 なぜ原爆は投下されたのか？』あすなろ書房、2016年4月